# Whitestown (New York)
Whitestown è un comune degli Stati Uniti d'America, situato nello stato di New York, nella contea di Oneida.